# Aspila fuscimacula
Aspila fuscimacula là một loài bướm đêm trong họ Noctuidae.